# 玉鲳
玉鲳（学名：Psenes pellucidus）又名花瓣鯧、花瓣玉鯧、水母鯧，为双鳍鲳科玉鲳属的鱼类，俗名䖳鲳。分布于印度洋非洲南岸、东至澳大利亚、北至日本，包括台湾海峡、东海等海域，属于近海暖温性鱼类。其主要栖息于海蛰口腕周围。